# Tomás Santos
Tomás Santos Munilla (Logroño, 26 de noviembre de 1950) fue alcalde desde junio del 2007 hasta junio del 2011 de la ciudad española de Logroño, capital de la comunidad autónoma de La Rioja. Llegó a la alcaldía tras las Elecciones municipales españolas de 2007, celebradas el 27 de mayo, cuando su partido, el PSOE, consiguió desbancar al Partido Popular, que llevaba 12 años al frente del Consistorio, primero con José Luis Bermejo y posteriormente con Julio Revuelta, gracias al pacto con el Partido Riojano. Tras las elecciones del 22 de mayo de 2011, perdió la alcaldía debido a la victoria de Cuca Gamarra, que conseguía 17 concejales en el ayuntamiento de Logroño.

## Biografía
De profesión perito mercantil, fue empleado del Banco Popular, y fue tesorero del sindicato UGT. Fue miembro del Consejo de Valdezcaray y Presidente del Consejo Asesor de RTVE en La Rioja. Desde el año 2003 hasta el 2011 fue el portavoz del grupo socialista del Ayuntamiento de Logroño, partido en el que milita desde el año 1979. Está casado y tiene dos hijos. está vinculado a la localidad de Torrecilla en Cameros.